# Secchiano Marecchia
Secchiano è una frazione di 1 125 abitanti del comune di Novafeltria, dal quale dista 4 chilometri, proprio sulla via Marecchiese (SS 258,) in direzione di Rimini. Fino alla creazione del comune stesso nel 1910, faceva parte con altre frazioni (Sartiano, Torricella, Perticara e Uffogliano) del comune di Talamello.

## Monumenti e luoghi d'interesse

### Architetture religiose
La Pieve di Santa Maria in Vico, situata nelle campagne di Secchiano, vicino al cimitero, conserva delle ancone lignee del XVII secolo, vari dipinti di varie epoche e un affresco con una Madonna della misericordia.

### Architetture civili
Secchiano, in contrasto con il resto del Montefeltro, fu caratterizzato da una sviluppo economico legato alla proprietà terriera, di questo sono rimaste testimonianze alcune residenze signorili:
- Villa Carboni, detta il Palazzo
- Villa Menghini, della famiglia Rossi
- Villa Acquaviva, della famiglia Acquaviva
- Villa Muratori-Cappelli
- Ca' di Giano
- Ca' di Vico
- Palazzo Barulli
- Palazzo Ravaloli Travanelli

### Architetture militari
Sono presenti i ruderi del castello, che comprende rovine medioevali, un bastione di fine Quattrocento-inizio Cinquecento e un borgo ora in rovina.

### Siti archeologici
Vanno infine segnalate un'area archeologica con rovine di epoca romana, la Chiesa di Santo Stefano, risalente al XVII secolo, e i resti di due mulini.